# Ripley et les Ombres
Pour les articles homonymes, voir Ripley.
Pour le film, voir Mr. Ripley et les Ombres.
Ripley et les Ombres (Ripley Under Ground) est un roman policier de l'auteur américain Patricia Highsmith, publié en 1970.
Ce thriller psychologique est le deuxième titre d'une série de cinq romans que Patricia Highsmith a consacrée au personnage de Tom Ripley.

## Résumé
Âgé d'une trentaine d'années, six ans après les événements racontés dans Monsieur Ripley, Tom Ripley réside en France, dans sa somptueuse propriété de Belle Ombre, avec sa femme Héloïse Plisson, une riche héritière. Il jouit de l’héritage qu’il a tiré de la mort de Dickie Greenleaf et de fraudes, surtout du commerce de faux tableaux.  Il s’occupe surtout d’un certain Philip Derwatt, un peintre décédé en Grèce, dont on essaie de faire croire aux collectionneurs qu’il est encore vivant, mais reclus au Mexique où il produit encore des toiles, en fait des faux peints par un certain Bernard Tufts, artiste talentueux mais tourmenté.
Thomas Murchison, collectionneur Américain, met en doute, non sans arguments sérieux, l'authenticité de certaines oeuvres du peintre disparu.
Ripley tente d'abord de le rassurer et de le convaincre en se faisant passer lors d'un vernissage à Londres, grâce à un déguisement, pour Derwatt.
Face aux doutes persistants du collectionneur, il invite celui-ci dans sa propre demeure, Belle Ombre, non loin de Fontainebleau, pour qu'il y examine deux tableaux de Derwatt qu'il possède. 
Mais, sur place, Murchison ne s'en laisse pas compter. Pire, il démasque Ripley, alors contraint de le tuer pour éviter la découverte du pot aux roses. Puis, Ripley enterre le cadavre dans le petit bois adjacent à la maison.
Peu après, un cousin de Dickie Greenleaf, de passage à Belle Ombre, remarque le sol fraîchement retourné à l’endroit de la tombe, mais sans aller plus avant dans ses conjectures. Ripley comprend néanmoins que le cadavre doit d'urgence être déplacé.
Quand Bernard Tufts séjourne à son tour à  Belle Ombre, Ripley le convainc de lui prêter main-forte pour déterrer le corps et le jeter dans le fleuve. 
Il était temps, car la police française et un inspecteur venu de Londres se mettent à enquêter sur la disparition de Murchison et font des investigations minutieuses chez Ripley et autour de la maison, allant jusqu'à rouvrir le trou fraîchement rebouché où se trouvait la veille encore le corps de Murchison.
Entre-temps, Bernard Tufts, de plus en plus angoissé, parle de dévoiler ce trafic de faux tableaux auquel il reproche à Ripley de l’avoir poussé à se prêter. Dans un accès de semi-démence, il agresse violemment Ripley à deux reprises et va jusqu'à l'enterrer dans le trou où avait brièvement été enfoui le cadavre de Murchison. Ripley s'en tire par miracle, une fois de plus, mais se fait désormais à l'idée que la situation entre les deux anciens partenaires ne pourra se dénouer qu’avec la mort de l’un d’eux et qu'en prime, la mort de Bernard Tufts pourrait servir à expliquer la disparition, cette fois définitive, de Derwatt et de son double...

## Adaptations cinématographiques
- En 1977, le film allemand L’Ami américain (Der Amerikanische Freund) de Wim Wenders, adapté en grande partie du roman Ripley s’amuse, reprend quelques éléments issus de Ripley et ses Ombres.
- 2005 : Mr. Ripley et les Ombres (Ripley Under Ground), film franco-britannico-allemand de Roger Spottiswoode, avec Barry Pepper, Jacinda Barrett et Willem Dafoe